# ジョン・バーゴイン

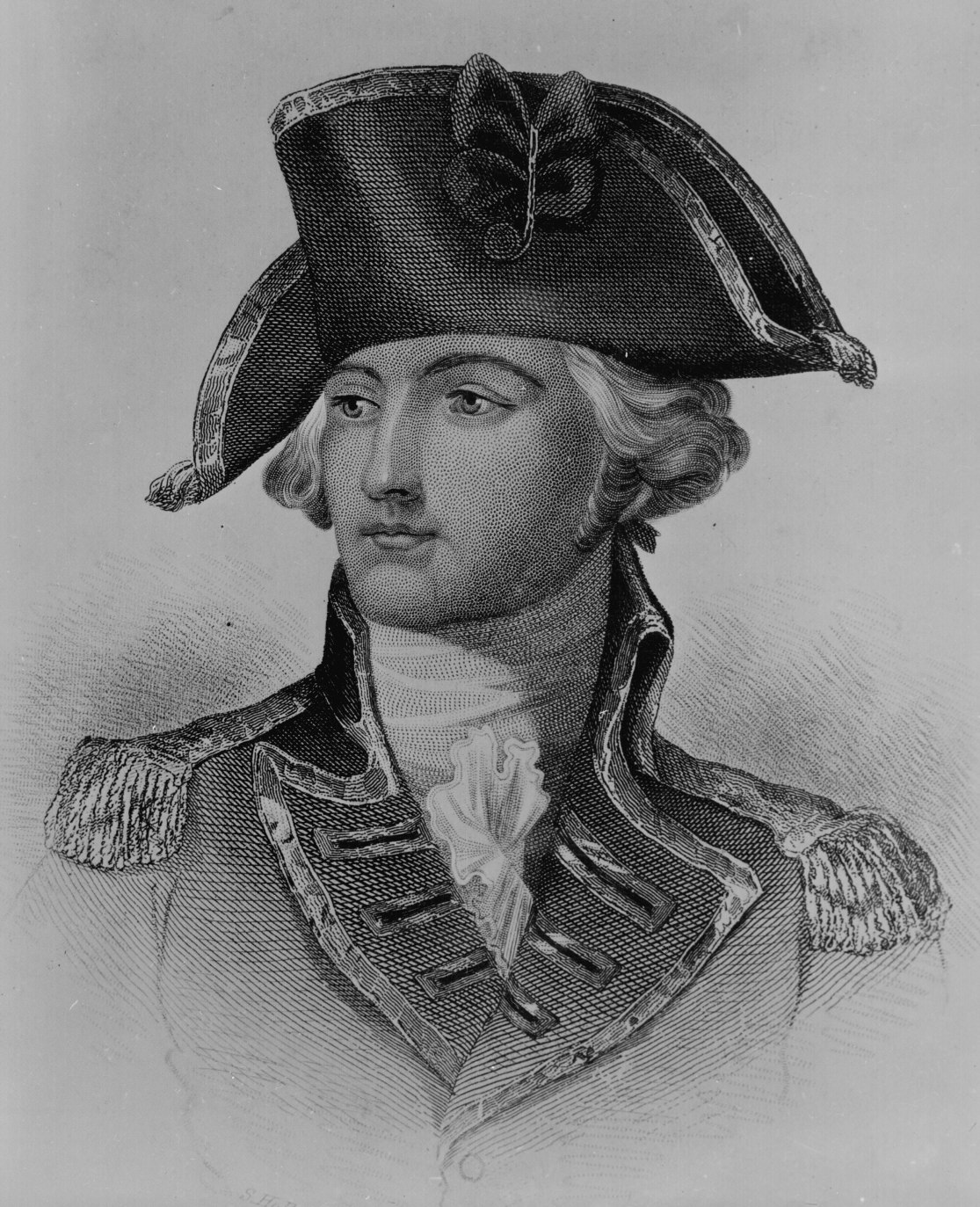
ジョン・バーゴイン

ジョン・バーゴイン（英: John Burgoyne、1722年2月24日 - 1792年8月4日）は、グレートブリテン王国の軍人（将軍）、政治家および劇作家である。軍人としてまず七年戦争に従軍し、幾つかの戦闘に参戦したが、特に1762年のポルトガル作戦が著名である。
バーゴインはアメリカ独立戦争での役割で最も良く知られている。サラトガ方面作戦の時の1777年10月17日に5,000名の軍隊と共にアメリカ大陸軍に降伏した。この時ニューヨーク植民地のオールバニを占領し、反乱を終わらせることを指示された軍隊の指揮官に指名されカナダから進軍したが、間もなく敵軍に包囲され、兵力でも劣っている自軍を見出すことになった。サラトガで2度の戦闘を行ったがその後にホレイショ・ゲイツと交渉を始めることを強いられた。その結果、自軍を故国に戻すことを認められるべく協議を始めることに同意したが、その条件が覆され軍隊全てが捕虜となった。バーゴインがイギリスに戻ると非難に曝され、二度と野戦指揮官の職に就くことは無かった。
バーゴインは劇作家としても成功し、『オークスの女中』や『女相続人』といった作品で知られたが、軍隊における名声ほどの域には達しなかった。ミッドハーストやプレストンから選出されてイギリス議会庶民院議員として長年務めた。「紳士のジョニー」と言及されることが多い。

## 初期の経歴

### 家族と教育
ジョン・バーゴインは1722年2月22日にロンドンに近いベッドフォードシャーのサットンで生まれた。そこはバーゴイン准男爵家のサットンマナーがある所だった。母はハックニーの裕福な商人の娘アンナ・マリア・バーゴインだった。父は陸軍士官だったと考えられるジョン・バーゴイン大尉だが、名付け親であるビングレー卿の庶子だったという噂があった。ビングレー卿は1731年に死去し、その遺志でビングレーの娘に男系跡継ぎが無かった場合にその資産をバーゴインが承継することとされていた。
バーゴインは10歳のときから権威あるウェストミンスター・スクールに入学した。この学校は当時イギリス陸軍士官の子弟の多くが入学しており、バーゴインの後の上官となるトマス・ゲイジも同様だった。バーゴインはスポーツが得意で社交的あり、学校生活を楽しみ、多くの重要な友人を作った。その中には後のジェイムズ・ストレンジ卿がいた。1737年8月、バーゴインは華麗な騎兵連隊である近衛騎兵連隊の士官職を購入した。この連隊はロンドンに駐屯し、その任務は軽かったので、上流社交界で人目を引くことになった。間もなく「紳士のジョニー」というあだ名を貰い、その姿の良い制服姿と贅沢な暮らしで知られるようになり、大きな負債も背負うようになった。1741年、バーゴインはおそらくその負債を処理するためにその任官を売却した。
オーストリア継承戦争（1740年-1748年）が勃発したときにイギリス陸軍はその陣容を拡大することになった。1745年4月、バーゴインは新しく立ち上げられた第1近衛竜騎兵連隊の少尉として入隊した。この任官は新設の連隊なので購入する必要が無かった。1745年4月には中尉に昇進した。1747年、バーゴインは金をかき集めて大尉の任官を購入することができた。1748年に戦争が終わるとその後の栄達の可能性が無くなった。

### 駆け落ち
バーゴインはジェイムズ・ストレンジ卿との友情を通じてその妹のシャーロット・スタンレーと知り合った。シャーロットはイギリスの指導的政治家の一人であるダービー伯爵エドワード・スタンレーの娘だった。ダービー卿がバーゴインとシャーロットの結婚を許可しなかったので、二人は駆け落ちし、1751年4月に父の許可無く結婚した。憤慨したダービー卿は娘に1ペニーも渡さずに離縁した。バーゴインは妻を養う手段が無かったので、再度任官を売って2,600ポンドを手に入れ、それでその後の数年間を暮らした。
1751年10月、バーゴインと新妻はヨーロッパ大陸に渡り、フランスやイタリアを旅した。フランスに滞在しているときに、後にフランスの外務大臣になり七年戦争のときにフランスの政策を指揮したエティエンヌ・フランソワ・ド・ショワズールと出逢い、友人になった。ローマに居るときには、イギリスの画家アラン・ラムゼーに肖像画を描かせた。1754年遅く、妻が娘のシャーロット・エリザベスを出産し、この夫婦の唯一の子供となった。バーゴインは1755年に孫娘の存在がダービー卿の反対を和らげてくれることを期待してイギリスに戻った。ストレンジ卿がバーゴインとダービー卿の中を取り持ち、ダービー卿も心変わりして夫妻を家族に迎え入れてくれた。バーゴインは間もなくダービー卿のお気に入りとなり、ダービー卿の影響力でバーゴインに栄達の道が開けた。

## 七年戦争
七年戦争が勃発してから1か月後、バーゴインは第11竜騎兵連隊の任官を購入した。1758年には近衛歩兵連隊の大尉兼中佐になった。

### サン・マロ襲撃
1758年、バーゴインはシェルブール襲撃などフランス海岸に対する幾つかの遠征に参加した。この期間にイギリス陸軍に軽騎兵隊を導入する提唱者となった。この時結成された2個連隊はジョージ・エリオット（後のヒースフィールド卿）とバーゴインが指揮した。これは革新的なこととなり、バーゴインはイギリス軍軽騎兵隊初期発展の開拓者になった。バーゴインは普通の兵士の間の自立的思想を賞賛し、当時のイギリス陸軍に取られていた仕組みとは全く対照的に独自の発想を用いることを奨励した。

### ポルトガル作戦
1761年、バーゴインはミッドハーストの選出でイギリス議会議員になり、その後は戦争に参戦したばかりだったポルトガルで准将として従軍した。バレンシア・デ・アルカンタラの戦い後にバレンシア・デ・アルカンタラとヴィラ・ヴェーリャ・ディ・ロダウンの占領ではその騎兵隊を率いて特に頭角を現し、ポルトガルがアルメイダを失ったことを補った。このことでポルトガルに侵入してきたスペイン軍大部隊を撃退することに大きく貢献した。
1768年、バーゴインはプレストン市の代表として庶民院議員に選ばれ、その後の数年間は主に議員としての任務に注力した。この期間にその大胆な発言で注目されるようになり、特に当時イギリスの指導的軍人と考えられていたクライヴ卿に対する攻撃が圧巻だった。1772年には東インド会社の役人が広範囲に汚職を働いているとされたことに調査を要求して注目された。この時期、芸術や劇作にも注力しており、最初の戯曲『オークスの女中』を書いて、1775年にデイビッド・ガーリックによって初演された。

## アメリカ独立戦争初期
陸軍では少将にまで昇進していた。アメリカ独立戦争が始まると、その指揮官を命じられ、レキシントン・コンコードの戦いで戦いの火蓋が切られた数週間後にあたる1775年5月にボストンに到着した。ボストン包囲戦の間は守備隊の一部に参加したが、ウィリアム・ハウとヘンリー・クリントンが指揮したバンカーヒルの戦いには参加しなかった。功名を上げる機会が無いことに憤懣を募らせたバーゴインは、1776年3月にボストンの守備隊が市を明け渡す以前にイングランドに戻った。
1776年、バーゴインはセントローレンス川を遡り、大陸軍に包囲されていたケベック市を解放したイギリス援軍の指揮を執った。ガイ・カールトン将軍の下にあった軍隊を率い大陸軍をケベック植民地から追い出すことに成功した。カールトンはその後シャンプレーン湖まで軍隊を進めたが、バーゴインの意見ではカールトンには大胆さが無く、10月にバルカー島の戦いで海戦に勝利した後も、タイコンデロガ砦を占領できなかった。

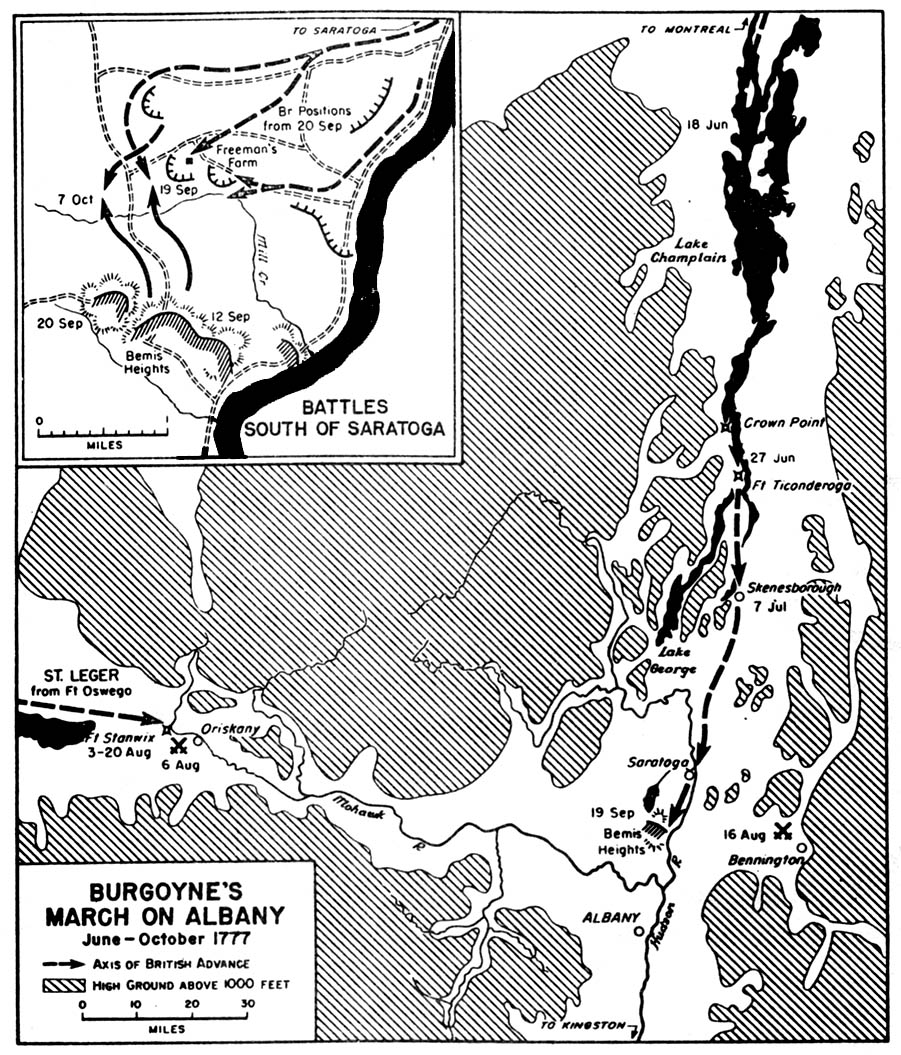
バーゴイン軍のオールバニに向けた進軍路、1777年6月-10月

## サラトガ方面作戦
翌1777年、バーゴインは、国王ジョージ3世とその政府に、ガイ・カールトン将軍の落ち度を説き付け、その後任としてケベックにいるイギリス軍の指揮官となった。その使命はカナダからアメリカ植民地のシャンプレーン湖とハドソン川流域に侵攻しその支配権を得ることだった。その作戦はほとんどがバーゴインの立案であり、ケベックからシャンプレーン湖を通ってタイコンデロガ砦を占領し、その後にオールバニに侵攻することとしていた。オールバニではニューヨーク市から北上してくるハウ将軍の別働イギリス軍、およびバリー・セントリージャーの指揮でモホーク川渓谷を下ってくる小部隊と落ち合うこととされていた。これが成功すれば、ニューイングランドを南部の植民地と切り離すことができ、反乱を終わらせることが容易になると考えられた。
バーゴインは初めから自信過剰だった。率いていくのは圧倒的に優勢な軍隊だと考えており、この作戦はイギリスのために反乱が起きている植民地を救った国民的英雄に自らをなす王道としてみていた。ロンドンを発つ前に1人の友人と、1年以内に勝利の凱旋をすることで10ポンドを賭けてすらいた。イギリス人やアメリカ人の間から、その提案しているルートを使う作戦は1年前の作戦が失敗していたように不可能であるということを示唆する慎重な声が上がっていたが、それを容れることを拒んだ。
その作戦の根底にあったのは、バーゴインがケベックから攻撃的に進軍すれば、ハウとクリントン各将軍からのイギリス軍大部隊の動きでその進軍が支援されるという思い込みだった。しかし、本国の担当大臣ジョージ・ジャーメインがロンドンから発した命令ではこの点が不明瞭であり、実際にハウはバーゴインを支援する動きを採らず、クリントンがニューヨークから動いたのはあまりに遅すぎ、またあまりに小部隊だったのでバーゴインを助ける力にはならなかった。
この意思疎通を欠いた結果として、バーゴインは単独で作戦を遂行することになった。バーゴインがこの事実に気付いていなかったとしても、まだ成功を確信する根拠があった。ケベックからの軍隊は総勢7,000名を超えており、この軍隊が南に侵攻すれば現地のインディアンやロイヤリストが多数イギリスの旗の下に集まってくるので、その支援に頼ることができるという報告書を信じてもいた。進路の住民が期待したほどイギリス寄りではなかったとしても、シャンプレーン湖とオールバニの間の地域は人口が少なく、そこに大きな敵軍が結集できるなどとは思っても見なかった。
緒戦は成功だった。バーゴインは重要な基地であるタイコンデロガ砦を落し（タイコンデロガ砦包囲戦）、この功績で中将に昇進した。その後、エドワード砦を落し、さらにオールバニに向けて前進したが、カナダからの補給が途絶し、最終的にサラトガでホレイショ・ゲイツ指揮する大部隊に取り囲まれた。9月と10月に敵の戦線を突破する試みが行われたが撃退された。1777年10月17日、バーゴインは5,800名の将兵と共に武器を置いて降伏した。これは植民地軍にとってはこれまでに無かった最大の成功となり、アメリカ独立戦争の転換点となった。

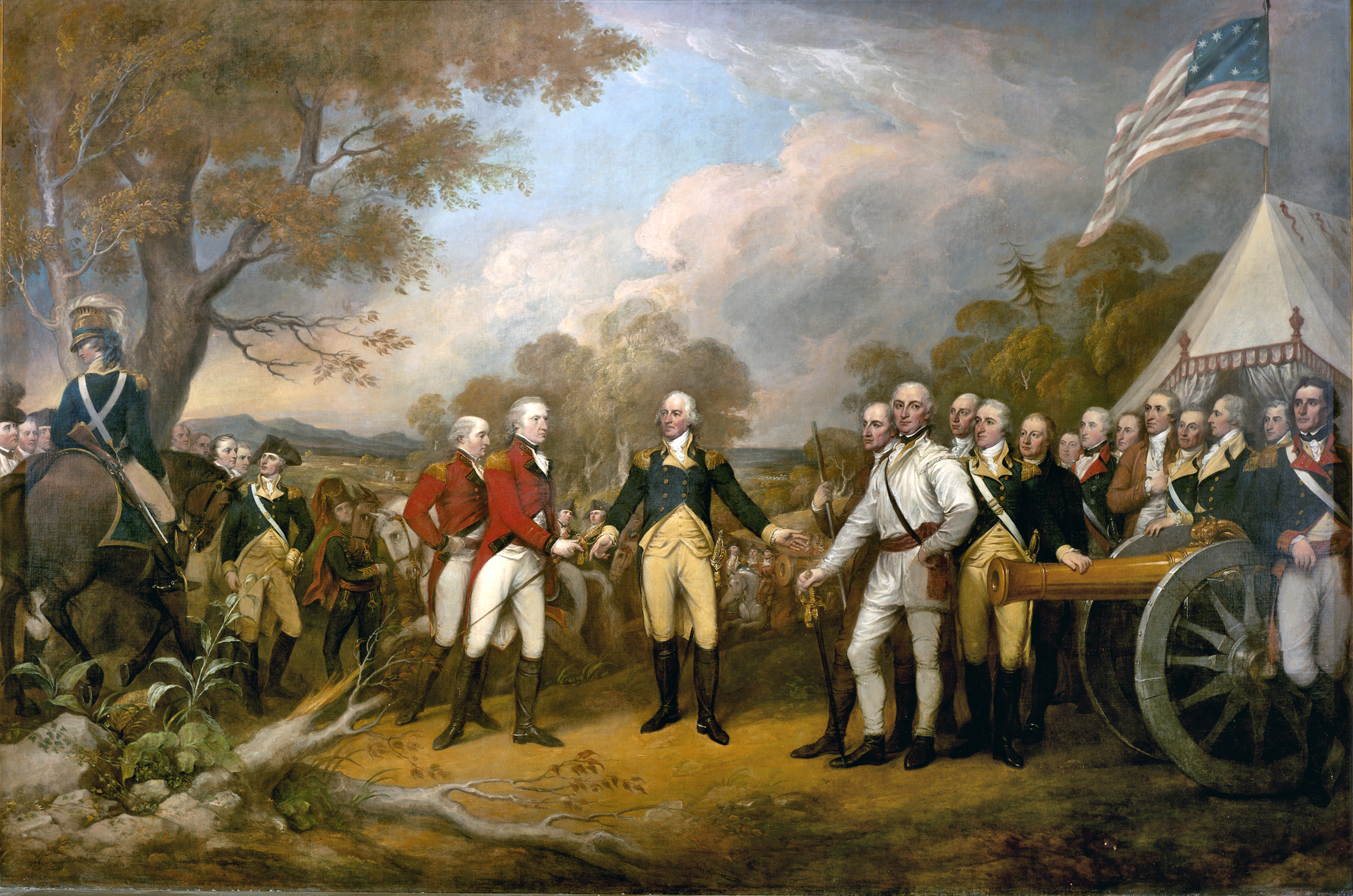
バーゴイン将軍の降伏、ジョン・トランブル画

### 協議の軍隊
バーゴインは無条件降伏の道を選ぶよりも、兵士が武器を置き、北アメリカには戻ってこないという誓約のもとにヨーロッパに帰還できるという条項を含む「協議」に同意していた。バーゴインはこの点に強く固執し、それが同意されなければ、ケベックに戻りながらも戦おうとすることすら示唆していた。その後間もなく大陸会議はジョージ・ワシントンの勧めでこの取り決めを覆し、兵士達をマサチューセッツとバージニアで拘禁した。兵士達の中にはそこで虐待される者もいた。このことはイギリス軍が大陸軍捕虜に対してお粗末な待遇を行っていたことの報復とも見られた。
サラトガの後、バーゴインに対するイギリスの憤慨は最高潮に達した。バーゴインは大陸軍将軍の釈放と引き換えに直ぐに釈放されて本国に戻り、その行為の釈明のために軍法会議を要求したが容れられることはなかった。バーゴインはその連隊指揮と1769年から携わっていたスコットランドのウィリアム砦統治任務を取り上げられた。サラトガの敗戦後、フランスはアメリカ合衆国を承認し、1778年2月6日にはアメリカ独立戦争に参戦して、この戦争を地球規模のものに変えさせた。
バーゴインは当時この敗北の責任を広く問われていたが、歴史家達はその後の年月を経て、植民地担当大臣だったジャーメイン卿の責任を問う方向に見解が変わってきた。ジャーメインは作戦の戦略全体を監督しており、ハウ将軍にバーゴインの侵略を支援するよう命令するのを怠り、その代わりにハウがフィラデルフィアを攻撃する独自の作戦をさせるがままにしていた、というものである。

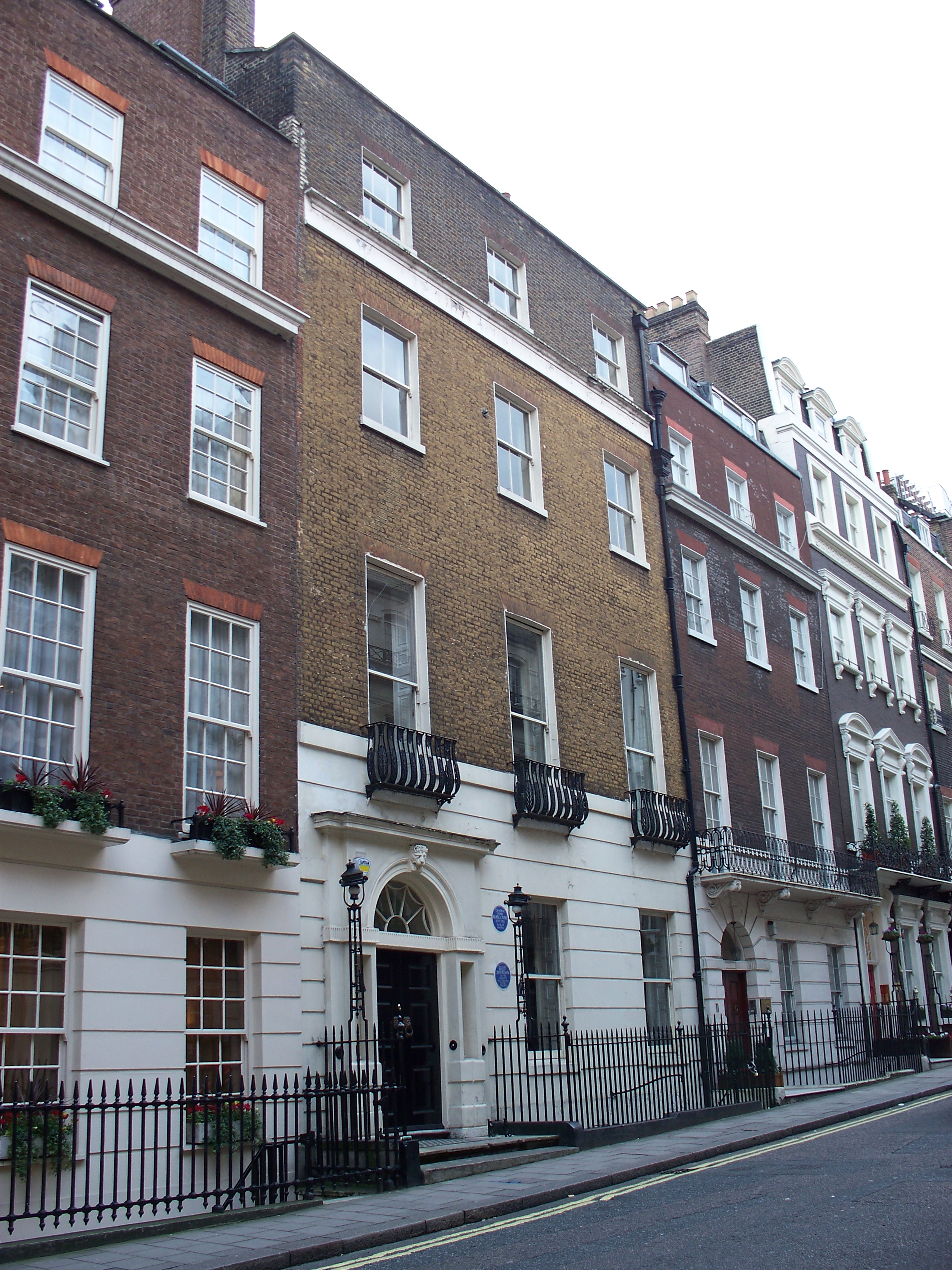
バーゴインが余生を送ったロンドンの家

## その後の人生
それまでバーゴインはノース政権を支持するトーリー寄りだったが、サラトガから戻った後はロッキンガム・ホイッグ党との親密さを強め始めた。1782年、バーゴインの政治家時代の友人が権力を握ると、バーゴインを元の階級の大佐に復帰させ、アイルランドの総司令官と枢密院顧問の地位を与えた。1783年にロッキンガム政権が崩壊すると、バーゴインはより強く私的生活に引き込むようになった。バーゴインが行った最後の公的活動は英領インドの初代総督ウォーレン・ヘースティングズの弾劾に参加したことだった。バーゴインは1792年8月4日にメイフェアの自宅で突然亡くなった。その前夜は劇場で明らかに健康でいることが見られた直後のことだった。遺骸はウエストミンスター寺院クロイスターズの北翼廊に埋葬された。
妻のシャーロットはバーゴインがカナダに行っていた1776年6月7日に死んだ。バーゴインはオペラ歌手のスーザン・コーフィールドと再婚し、4人の子をもうけた。そのうちの長男は後に陸軍元帥となったジョン・フォックス・バーゴイン卿である。その子供がヒュー・タルボット・バーゴインであり、ヴィクトリア十字章を受章した。

## 劇作家
バーゴインは当時著名な劇作家であり、多くの人気のあった戯曲を残した。最も有名なのが『オークスの女中』と1786年の『女相続人』である。リチャード・ブリンズリー・シェリダンが『ザ・キャンプ』を制作したときには支援もしており、共作の可能性もある。オルガン奏者で作曲家のウィリアム・ジャクソンが残した唯一の成功したオペラ『荘園の主』にはリブレットも書いた。またミシェル＝ジャン・セダインの作品『リチャード獅子心王』のセミオペラ版を翻訳し、トマス・リンリーの音楽で1788年にドルーリー・レーン王立劇場で公演して大変な成功を収めた。アメリカ独立戦争でのその役割がなかったら、今日劇作家として最も記憶される人物だった可能性がある。

### 作品
- 『故 J・バーゴイン中将の劇的で詩的な作品』 , London 1808. Facsimile ed., 2 vols. in 1, 1977, Scholars' Facsimiles & Reprints, ISBN 9780820112855.
- 『オークスの女中』 1774年にデイビッド・ガーリックによって上演、音楽はフランソワ・バーセレモン
- 『ザ・キャンプ』 1778年、おそらくシェリダンとの共作
- 『荘園の主』 1780年
- 『女相続人』 1786年
- 『リチャード獅子心王』 1786年

## 遺産
歴史家や評論家はジョン・バーゴインを、能力よりも政治的なコネで地位をかちえた、辛うじて能力のある貴族的イギリス将軍の古典的例として捉えることが多かった。サラトガ方面作戦のときに続けた贅沢な生活様式に関する証言は、紳士的な振る舞いと劇作家としての経歴が組み合わされ、友好的ではない同時代人に彼を戯画化させることになった。歴史家のジョージ・ビリアスは「その任務をしくじった制服に身を包んだおどけ者」と評している。歴史資料の多くはビリアスが書いているように、このような性格付けに基づくものである。ビリアスはバーゴインがその敵を感知することに鋭く無慈悲で危険を冒す者であり、社会や政治の問題には知覚のある解説者だったと述べている。
バーゴインは、歴史小説やもう一つの歴史小説で登場人物となってきた。ジョージ・バーナード・ショーの戯曲『悪魔の弟子』、またその1959年と1978年の映画版にも登場した。クリス・ハンフリーズの歴史小説はサラトガ方面作戦が舞台設定であり、バーゴインが登場する。またサラトガ方面作戦の「もう一つ」版がロバート・ソーベルの『1本の釘を求めて：もしバーゴインがサラトガで勝っていたら』であり、また1975年のCBSラジオ・ミステリー劇場の『ウィンダンディンゴ』だった。

## 関連図書
- Shaw, George Bernard. The Devil's Disciple
- Humphreys, Chris. Jack Absolute, The Blooding of Jack Absolute, Absolute Honour.